# Kricak
Kricak is een bestuurslaag in het regentschap Jogjakarta van de provincie Jogjakarta, Indonesië. Kricak telt 12.393 inwoners (volkstelling 2010).